# Unabhängigkeitsreferendum in Nevis 1998
Ein Unabhängigkeitsreferendum in Nevis fand am 10. August 1998 statt. Obwohl es von 62 % der Wähler angenommen wurde, war eine Zweidrittelmehrheit für den Erfolg des Referendums erforderlich. Wäre es angenommen worden, hätte sich Nevis von der Föderation St. Kitts und Nevis abgespalten und wäre zu einem souveränen Staat geworden.

## Vorgeschichte
Im Jahre 1977 hatte die Nevis Reformation Party bereits ein Referendum durchführen lassen, ob die Insel Nevis vor der Unabhängigkeit von St. Kitts abgetrennt und als eigenständige Kronkolonie im britischen Kolonialreich verbleiben sollte, ähnlich wie Anguilla, das sich 1967 von St. Christopher-Nevis-Anguilla abgespalten hatte. Das Ergebnis ergab eine Mehrheit für die Abspaltung, wurde von der Regierung allerdings für ungültig erklärt. Die bei der Unabhängigkeit von St. Kitts und Nevis im Jahr 1983 verkündete Verfassung enthielt den Artikel 113, der Nevis das Recht gab, sich einseitig abzuspalten, wenn ein Referendum eine Zweidrittelmehrheit dafür ergab.

## Wahlergebnis
|                             | Stimmen | %      |
| --------------------------- | ------- | ------ |
| Für die Unabhängigkeit      | 2.427   | 61,83  |
| Gegen die Unabhängigkeit    | 1.498   | 38,17  |
| Ungültige/Leere Stimmzettel | 10      | —      |
| Gesamt                      | 3.935   | 100,00 |

Bei 6.785 Wahlberechtigten betrug die Wahlbeteiligung 57,99 Prozent.